# KV Oostende in het seizoen 2013/14
Deze pagina geeft een overzicht van de wedstrijden van voetbalclub KV Oostende in het seizoen 2013-2014. 

## Jupiler Pro League

### Reguliere Competitie
| Datum/tijd                        | Thuis | Uitslag     | Uit                                                               | Informatie |
| --------------------------------- | ----- | ----------- | ----------------------------------------------------------------- | ---------- |
| 27 juli 2013 20:00                |       |             |                                                                   |            |
| KRC Genk                          | 3-0   | KV Oostende | Cristal Arena, Genk Toeschouwers: 17.580 Arbiter: Nicolas Laforge |            |
| 16' Vossen, 70' Camus, 73' Buffel | 1-0   |             | Cristal Arena, Genk Toeschouwers: 17.580 Arbiter: Nicolas Laforge |            |

| Datum/tijd            | Thuis | Uitslag                         | Uit                                                                         | Informatie |
| --------------------- | ----- | ------------------------------- | --------------------------------------------------------------------------- | ---------- |
| 4 augustus 2013 20:30 |       |                                 |                                                                             |            |
| KV Oostende           | 1-2   | Club Brugge                     | Albertparkstadion, Oostende Toeschouwers: 7.382 Arbiter: Joeri Van de Velde |            |
| 24' Brillant          | 1-1   | 4' Engels, 65' Bolingoli Mbombo | Albertparkstadion, Oostende Toeschouwers: 7.382 Arbiter: Joeri Van de Velde |            |

| Datum/tijd             | Thuis | Uitslag      | Uit                                                                         | Informatie |
| ---------------------- | ----- | ------------ | --------------------------------------------------------------------------- | ---------- |
| 10 augustus 2013 20:00 |       |              |                                                                             |            |
| KV Oostende            | 1-1   | OH Leuven    | Albertparkstadion, Oostende Toeschouwers: 4.848 Arbiter: Denis Vanbecelaere |            |
| 61' Brouckaert         | 0-1   | 38' Messoudi | Albertparkstadion, Oostende Toeschouwers: 4.848 Arbiter: Denis Vanbecelaere |            |

| Datum/tijd             | Thuis | Uitslag     | Uit                                                                     | Informatie |
| ---------------------- | ----- | ----------- | ----------------------------------------------------------------------- | ---------- |
| 17 augustus 2013 20:00 |       |             |                                                                         |            |
| Cercle Brugge          | 2-0   | KV Oostende | Jan Breydelstadion, Brugge Toeschouwers: 8.087 Arbiter: Thierry Derycke |            |
| 26' Mertens, 35' Boi   | 2-0   |             | Jan Breydelstadion, Brugge Toeschouwers: 8.087 Arbiter: Thierry Derycke |            |

| Datum/tijd             | Thuis | Uitslag          | Uit                                                                      | Informatie |
| ---------------------- | ----- | ---------------- | ------------------------------------------------------------------------ | ---------- |
| 25 augustus 2013 18:00 |       |                  |                                                                          |            |
| KV Oostende            | 1-1   | SV Zulte Waregem | Albertparkstadion, Oostende Toeschouwers: 5.254 Arbiter: Jonathan Lardot |            |
| 25' Mushekwi           | 1-1   | 8' Naessens      | Albertparkstadion, Oostende Toeschouwers: 5.254 Arbiter: Jonathan Lardot |            |

| Datum/tijd             | Thuis | Uitslag     | Uit                                                            | Informatie |
| ---------------------- | ----- | ----------- | -------------------------------------------------------------- | ---------- |
| 31 augustus 2013 20:00 |       |             |                                                                |            |
| KSC Lokeren            | 1-0   | KV Oostende | Daknamstadion, Lokeren Toeschouwers: 6.294 Arbiter: Sam Loeman |            |
| 55' Harbaoui           | 0-0   |             | Daknamstadion, Lokeren Toeschouwers: 6.294 Arbiter: Sam Loeman |            |

| Datum/tijd                | Thuis | Uitslag                                                  | Uit                                                               | Informatie |
| ------------------------- | ----- | -------------------------------------------------------- | ----------------------------------------------------------------- | ---------- |
| 15 september 2013 14:30   |       |                                                          |                                                                   |            |
| KV Oostende               | 2-4   | Standard Luik                                            | Albertparkstadion, Oostende Toeschouwers: 7.156 Arbiter: Tim Pots |            |
| 14' Depoitre, 60' Dessaer | 1-3   | 25' Ezekiel, 32' Batshuayi, 40' Batshuayi, 59' Batshuayi | Albertparkstadion, Oostende Toeschouwers: 7.156 Arbiter: Tim Pots |            |

| Datum/tijd              | Thuis | Uitslag     | Uit                                                                  | Informatie |
| ----------------------- | ----- | ----------- | -------------------------------------------------------------------- | ---------- |
| 21 september 2013 20:00 |       |             |                                                                      |            |
| AA Gent                 | 1-1   | KV Oostende | Ghelamco Arena, Gent Toeschouwers: 17.562 Arbiter: Laurent Colemonts |            |
| 55' De Schutter (OG)    | 0-0   | 78' Canesin | Ghelamco Arena, Gent Toeschouwers: 17.562 Arbiter: Laurent Colemonts |            |

| Datum/tijd              | Thuis | Uitslag            | Uit                                                                    | Informatie |
| ----------------------- | ----- | ------------------ | ---------------------------------------------------------------------- | ---------- |
| 28 september 2013 20:00 |       |                    |                                                                        |            |
| KV Oostende             | 1-0   | Sporting Charleroi | Albertparkstadion, Oostende Toeschouwers: 5.166 Arbiter: Johan Verbist |            |
| 12' Van Imschoot        | 1-0   |                    | Albertparkstadion, Oostende Toeschouwers: 5.166 Arbiter: Johan Verbist |            |

| Datum/tijd               | Thuis | Uitslag     | Uit                                                             | Informatie |
| ------------------------ | ----- | ----------- | --------------------------------------------------------------- | ---------- |
| 05 oktober 2013 20:00    |       |             |                                                                 |            |
| Waasland-Beveren         | 2-0   | KV Oostende | Freethiel, Beveren Toeschouwers: 5.800 Arbiter: Erik Lambrechts |            |
| 40' Henkens, 54' Sterckx | 1-0   |             | Freethiel, Beveren Toeschouwers: 5.800 Arbiter: Erik Lambrechts |            |

| Datum/tijd            | Thuis | Uitslag                                 | Uit                                                                      | Informatie |
| --------------------- | ----- | --------------------------------------- | ------------------------------------------------------------------------ | ---------- |
| 19 oktober 2013 20:00 |       |                                         |                                                                          |            |
| KV Oostende           | 0-3   | KV Mechelen                             | Albertparkstadion, Oostende Toeschouwers: 4.975 Arbiter: Christof Virant |            |
|                       | 0-3   | 2' Destorme, 15' Destorme, 33' Destorme | Albertparkstadion, Oostende Toeschouwers: 4.975 Arbiter: Christof Virant |            |

| Datum/tijd            | Thuis | Uitslag              | Uit                                                                              | Informatie |
| --------------------- | ----- | -------------------- | -------------------------------------------------------------------------------- | ---------- |
| 26 oktober 2013 20:00 |       |                      |                                                                                  |            |
| SK Lierse             | 0-2   | KV Oostende          | Herman Vanderpoortenstadion, Lier Toeschouwers: 6.000 Arbiter: Alexandre Boucaut |            |
|                       | 0-0   | 74' Siani, 86' Siani | Herman Vanderpoortenstadion, Lier Toeschouwers: 6.000 Arbiter: Alexandre Boucaut |            |

| Datum/tijd            | Thuis | Uitslag                                  | Uit                                                                         | Informatie |
| --------------------- | ----- | ---------------------------------------- | --------------------------------------------------------------------------- | ---------- |
| 30 oktober 2013 20:30 |       |                                          |                                                                             |            |
| KV Oostende           | 0-3   | RSC Anderlecht                           | Albertparkstadion, Oostende Toeschouwers: 6.352 Arbiter: Joeri Van de Velde |            |
|                       | 0-1   | 45+2' Mitrovic, 72' Mbemba, 74' Kljestan | Albertparkstadion, Oostende Toeschouwers: 6.352 Arbiter: Joeri Van de Velde |            |

| Datum/tijd                 | Thuis | Uitslag     | Uit                                                                        | Informatie |
| -------------------------- | ----- | ----------- | -------------------------------------------------------------------------- | ---------- |
| 2 november 2013 20:00      |       |             |                                                                            |            |
| KV Kortrijk                | 2-0   | KV Oostende | Guldensporenstadion, Kortrijk Toeschouwers: 6.604 Arbiter: Peter Vervecken |            |
| 15' Raman, 45+2' Coulibaly | 2-0   |             | Guldensporenstadion, Kortrijk Toeschouwers: 6.604 Arbiter: Peter Vervecken |            |

| Datum/tijd            | Thuis | Uitslag   | Uit                                                                          | Informatie |
| --------------------- | ----- | --------- | ---------------------------------------------------------------------------- | ---------- |
| 9 november 2013 20:00 |       |           |                                                                              |            |
| KV Oostende           | 2-0   | RAEC Mons | Albertparkstadion, Oostende Toeschouwers: 4.920 Arbiter: Christophe Delacour |            |
| 7' Wilmet, 31' Siani  | 2-0   |           | Albertparkstadion, Oostende Toeschouwers: 4.920 Arbiter: Christophe Delacour |            |

| Datum/tijd                                                  | Thuis | Uitslag  | Uit                                                                         | Informatie |
| ----------------------------------------------------------- | ----- | -------- | --------------------------------------------------------------------------- | ---------- |
| 23 november 2013 20:00                                      |       |          |                                                                             |            |
| KV Oostende                                                 | 4-0   | KRC Genk | Albertparkstadion, Oostende Toeschouwers: 5.142 Arbiter: Jérôme Efong Nzolo |            |
| 15' Depoitre, 19' Mushekwi, 43' De Schutter, 60' Brouckaert |       |          | Albertparkstadion, Oostende Toeschouwers: 5.142 Arbiter: Jérôme Efong Nzolo |            |

| Datum/tijd                     | Thuis | Uitslag     | Uit                                                               | Informatie |
| ------------------------------ | ----- | ----------- | ----------------------------------------------------------------- | ---------- |
| 30 november 2013 20:00         |       |             |                                                                   |            |
| Club Brugge                    | 2-0   | KV Oostende | Jan Breydelstadion, Brugge Toeschouwers: 24.095 Arbiter: Wim Smet |            |
| 67' De Sutter, 90+4' De Sutter | 0-0   |             | Jan Breydelstadion, Brugge Toeschouwers: 24.095 Arbiter: Wim Smet |            |

| Datum/tijd                | Thuis | Uitslag       | Uit                                                                      | Informatie |
| ------------------------- | ----- | ------------- | ------------------------------------------------------------------------ | ---------- |
| 7 december 2013 20:00     |       |               |                                                                          |            |
| KV Oostende               | 2-0   | Cercle Brugge | Albertparkstadion, Oostende Toeschouwers: 4.607 Arbiter: Christof Virant |            |
| 62' Canesin, 90+4' Wilmet | 0-0   |               | Albertparkstadion, Oostende Toeschouwers: 4.607 Arbiter: Christof Virant |            |

| Datum/tijd             | Thuis | Uitslag                  | Uit                                                                                 | Informatie |
| ---------------------- | ----- | ------------------------ | ----------------------------------------------------------------------------------- | ---------- |
| 14 december 2013 20:00 |       |                          |                                                                                     |            |
| OH Leuven              | 1-2   | KV Oostende              | Stadion Den Dreef, Leuven Toeschouwers: 8.029 Arbiter: Carlos-Manuel Alho-Guerreiro |            |
| 29' Lukaku (OG)        | 1-0   | 59' Luissint, 84' Wilmet | Stadion Den Dreef, Leuven Toeschouwers: 8.029 Arbiter: Carlos-Manuel Alho-Guerreiro |            |

| Datum/tijd             | Thuis | Uitslag                    | Uit                                                                    | Informatie |
| ---------------------- | ----- | -------------------------- | ---------------------------------------------------------------------- | ---------- |
| 21 december 2013 20:00 |       |                            |                                                                        |            |
| SV Zulte Waregem       | 2-2   | KV Oostende                | Regenboogstadion, Waregem Toeschouwers: 7.851 Arbiter: Erik Lambrechts |            |
| 61' Sylla, 73' Kums    | 0-1   | 10' Depoitre, 65' Depoitre | Regenboogstadion, Waregem Toeschouwers: 7.851 Arbiter: Erik Lambrechts |            |

| Datum/tijd             | Thuis | Uitslag                              | Uit                                                               | Informatie |
| ---------------------- | ----- | ------------------------------------ | ----------------------------------------------------------------- | ---------- |
| 26 december 2013 14:30 |       |                                      |                                                                   |            |
| KV Oostende            | 0-3   | KSC Lokeren                          | Albertparkstadion, Oostende Toeschouwers: 5.582 Arbiter: Wim Smet |            |
|                        | 0-2   | 28' Ansah,44' De Pauw, 77' Galitsios | Albertparkstadion, Oostende Toeschouwers: 5.582 Arbiter: Wim Smet |            |

| Datum/tijd                    | Thuis | Uitslag     | Uit                                                                          | Informatie |
| ----------------------------- | ----- | ----------- | ---------------------------------------------------------------------------- | ---------- |
| 18 januari 2014 18:00         |       |             |                                                                              |            |
| Standard Luik                 | 2-0   | KV Oostende | Stade Maurice Dufrasne, Luik Toeschouwers: 23.995 Arbiter: Laurent Colemonts |            |
| 38' Batshuayi, 72' De Camargo | 1-0   |             | Stade Maurice Dufrasne, Luik Toeschouwers: 23.995 Arbiter: Laurent Colemonts |            |

| Datum/tijd              | Thuis | Uitslag          | Uit                                                                      | Informatie |
| ----------------------- | ----- | ---------------- | ------------------------------------------------------------------------ | ---------- |
| 25 januari 2014 20:00   |       |                  |                                                                          |            |
| KV Oostende             | 2-1   | Waasland-Beveren | Albertparkstadion, Oostende Toeschouwers: 4.820 Arbiter: Peter Vervecken |            |
| 20' Siani, 75' Brillant | 1-0   | 57' Henkens      | Albertparkstadion, Oostende Toeschouwers: 4.820 Arbiter: Peter Vervecken |            |

| Datum/tijd             | Thuis | Uitslag      | Uit                                                                         | Informatie |
| ---------------------- | ----- | ------------ | --------------------------------------------------------------------------- | ---------- |
| 01 februari 2014 20:00 |       |              |                                                                             |            |
| Sporting Charleroi     | 0-1   | KV Oostende  | Stade du Pays de Charleroi, Charleroi Toeschouwers: 4.121 Arbiter: Tim Pots |            |
|                        | 0-1   | 2' Schmisser | Stade du Pays de Charleroi, Charleroi Toeschouwers: 4.121 Arbiter: Tim Pots |            |

| Datum/tijd             | Thuis | Uitslag | Uit                                                                      | Informatie |
| ---------------------- | ----- | ------- | ------------------------------------------------------------------------ | ---------- |
| 08 februari 2014 20:00 |       |         |                                                                          |            |
| KV Oostende            | 0-0   | AA Gent | Albertparkstadion, Oostende Toeschouwers: 4.150 Arbiter: Nicolas Laforge |            |
|                        | 0-0   |         | Albertparkstadion, Oostende Toeschouwers: 4.150 Arbiter: Nicolas Laforge |            |

| Datum/tijd             | Thuis | Uitslag     | Uit                                                                                  | Informatie |
| ---------------------- | ----- | ----------- | ------------------------------------------------------------------------------------ | ---------- |
| 15 februari 2014 20:00 |       |             |                                                                                      |            |
| KV Mechelen            | 1-1   | KV Oostende | Argosstadion Achter de Kazerne, Mechelen Toeschouwers: 9.210 Arbiter: Bart Vertenten |            |
| 40' Trajkovski         | 1-0   | 87' Vico    | Argosstadion Achter de Kazerne, Mechelen Toeschouwers: 9.210 Arbiter: Bart Vertenten |            |

| Datum/tijd                              | Thuis | Uitslag                    | Uit                                                                          | Informatie |
| --------------------------------------- | ----- | -------------------------- | ---------------------------------------------------------------------------- | ---------- |
| 22 februari 2014 20:00                  |       |                            |                                                                              |            |
| KV Oostende                             | 3-2   | SK Lierse                  | Albertparkstadion, Oostende Toeschouwers: 3.771 Arbiter: Christophe Delacour |            |
| 59' Depoitre, 69' Luissint, 80' Canesin | 0-0   | 47' Bourabia, 60' Limbombe | Albertparkstadion, Oostende Toeschouwers: 3.771 Arbiter: Christophe Delacour |            |

| Datum/tijd                           | Thuis | Uitslag     | Uit                                                                       | Informatie |
| ------------------------------------ | ----- | ----------- | ------------------------------------------------------------------------- | ---------- |
| 01 maart 2014 20:00                  |       |             |                                                                           |            |
| RAEC Mons                            | 3-0   | KV Oostende | Stade Charles Tondreau, Mons Toeschouwers: 2.150 Arbiter: Thierry Derycke |            |
| 22' Matthys, 33' Matthys, 58' Angeli | 2-0   |             | Stade Charles Tondreau, Mons Toeschouwers: 2.150 Arbiter: Thierry Derycke |            |

| Datum/tijd          | Thuis | Uitslag     | Uit                                                                         | Informatie |
| ------------------- | ----- | ----------- | --------------------------------------------------------------------------- | ---------- |
| 08 maart 2014 20:00 |       |             |                                                                             |            |
| KV Oostende         | 0-0   | KV Kortrijk | Albertparkstadion, Oostende Toeschouwers: 4.850 Arbiter: Denis Vanbecelaere |            |
|                     | 0-0   |             | Albertparkstadion, Oostende Toeschouwers: 4.850 Arbiter: Denis Vanbecelaere |            |

| Datum/tijd                                          | Thuis | Uitslag     | Uit                                                                                     | Informatie |
| --------------------------------------------------- | ----- | ----------- | --------------------------------------------------------------------------------------- | ---------- |
| 16 maart 2014 18:00                                 |       |             |                                                                                         |            |
| RSC Anderlecht                                      | 4-0   | KV Oostende | Constant Vanden Stockstadion, Anderlecht Toeschouwers: 21.000 Arbiter: Frederik Geldhof |            |
| 9' Mitrovic, 28' Najar, 78' Mitrovic, 83' Deschacht | 2-0   |             | Constant Vanden Stockstadion, Anderlecht Toeschouwers: 21.000 Arbiter: Frederik Geldhof |            |

### Play-Off 2
| Datum/tijd          | Thuis | Uitslag     | Uit                                                                  | Informatie |
| ------------------- | ----- | ----------- | -------------------------------------------------------------------- | ---------- |
| 29 maart 2014 20:00 |       |             |                                                                      |            |
| AA Gent             | 0-1   | KV Oostende | Ghelamco Arena, Gent Toeschouwers: 10.240 Arbiter: Claude Bourdouxhe |            |
|                     | 0-1   | 8' Siani    | Ghelamco Arena, Gent Toeschouwers: 10.240 Arbiter: Claude Bourdouxhe |            |

| Datum/tijd         | Thuis | Uitslag          | Uit                                                                      | Informatie |
| ------------------ | ----- | ---------------- | ------------------------------------------------------------------------ | ---------- |
| 5 april 2014 20:00 |       |                  |                                                                          |            |
| KV Oostende        | 0-0   | Waasland-Beveren | Albertparkstadion, Oostende Toeschouwers: 3.622 Arbiter: Peter Vervecken |            |
|                    | 0-0   |                  | Albertparkstadion, Oostende Toeschouwers: 3.622 Arbiter: Peter Vervecken |            |

| Datum/tijd                 | Thuis | Uitslag   | Uit                                                                      | Informatie |
| -------------------------- | ----- | --------- | ------------------------------------------------------------------------ | ---------- |
| 12 april 2014 20:00        |       |           |                                                                          |            |
| KV Oostende                | 2-0   | SK Lierse | Albertparkstadion, Oostende Toeschouwers: 3.800 Arbiter: Erik Lambrechts |            |
| 13' Depoitre, 77' Depoitre | 1-0   |           | Albertparkstadion, Oostende Toeschouwers: 3.800 Arbiter: Erik Lambrechts |            |

| Datum/tijd          | Thuis | Uitslag                      | Uit                                                                            | Informatie |
| ------------------- | ----- | ---------------------------- | ------------------------------------------------------------------------------ | ---------- |
| 19 april 2014 20:00 |       |                              |                                                                                |            |
| SK Lierse           | 0-2   | KV Oostende                  | Herman Vanderpoortenstadion, Lier Toeschouwers: 4.107 Arbiter: Thierry Derycke |            |
|                     | 0-0   | 76' Schmisser, 79' Schmisser | Herman Vanderpoortenstadion, Lier Toeschouwers: 4.107 Arbiter: Thierry Derycke |            |

| Datum/tijd          | Thuis | Uitslag    | Uit                                                                     | Informatie |
| ------------------- | ----- | ---------- | ----------------------------------------------------------------------- | ---------- |
| 26 april 2014 20:00 |       |            |                                                                         |            |
| KV Oostende         | 1-1   | AA Gent    | Albertparkstadion, Oostende Toeschouwers: 5.500 Arbiter: Bart Vertenten |            |
| 64' Brilliant       | 0-1   | 4' Habibou | Albertparkstadion, Oostende Toeschouwers: 5.500 Arbiter: Bart Vertenten |            |

| Datum/tijd       | Thuis | Uitslag      | Uit                                                                | Informatie |
| ---------------- | ----- | ------------ | ------------------------------------------------------------------ | ---------- |
| 3 mei 2014 20:00 |       |              |                                                                    |            |
| Waasland-Beveren | 0-1   | KV Oostende  | Freethiel, Beveren Toeschouwers: 3.421 Arbiter: Denis Vanbecelaere |            |
|                  | 0-1   | 45+2' Wilmet | Freethiel, Beveren Toeschouwers: 3.421 Arbiter: Denis Vanbecelaere |            |

### Finale Play-Off 2
| Datum/tijd                  | Thuis | Uitslag                   | Uit                                                                          | Informatie |
| --------------------------- | ----- | ------------------------- | ---------------------------------------------------------------------------- | ---------- |
| 9 mei 2014 20:30            |       |                           |                                                                              |            |
| KV Kortrijk                 | 2-2   | KV Oostende               | Guldensporenstadion, Kortrijk Toeschouwers: 6.064 Arbiter: Alexandre Boucaut |            |
| 31' Chevalier, 41' Pavlovic | 2-1   | 21' Jonckheere, 48' Siani | Guldensporenstadion, Kortrijk Toeschouwers: 6.064 Arbiter: Alexandre Boucaut |            |

| Datum/tijd                   | Thuis          | Uitslag                    | Uit                                                                     | Informatie |
| ---------------------------- | -------------- | -------------------------- | ----------------------------------------------------------------------- | ---------- |
| 17 mei 2014 20:00            |                |                            |                                                                         |            |
| KV Oostende                  | 2-2 (7-6 n.p.) | KV Kortrijk                | Albertparkstadion, Oostende Toeschouwers: 5.000 Arbiter: Serge Gumienny |            |
| 72' Wilmet, 90+2' Jonckheere | 0-0            | 55' De Smet, 90' Coulibaly | Albertparkstadion, Oostende Toeschouwers: 5.000 Arbiter: Serge Gumienny |            |

## Beker van België

### 1/16de finale
| Datum/tijd                                                         | Thuis | Uitslag       | Uit                                                                                   | Informatie |
| ------------------------------------------------------------------ | ----- | ------------- | ------------------------------------------------------------------------------------- | ---------- |
| 25 september 2013 20:00                                            |       |               |                                                                                       |            |
| KV Oostende                                                        | 5-1   | Géants Athois | Albertparkstadion, Oostende Toeschouwers: 1.900 Arbiter: Carlos-Manuel Alho-Guerreiro |            |
| 15' Depoitre 1-0, 56' Depoitre, 66' Berrier, 82' Foket, 84' Wilmet | 1-1   | 33' Sakanoko  | Albertparkstadion, Oostende Toeschouwers: 1.900 Arbiter: Carlos-Manuel Alho-Guerreiro |            |

### 1/8ste finale
| Datum/tijd            | Thuis          | Uitslag   | Uit                                                                        | Informatie |
| --------------------- | -------------- | --------- | -------------------------------------------------------------------------- | ---------- |
| 4 december 2013 20:00 |                |           |                                                                            |            |
| KV Oostende           | 0-0 (8-7 n.p.) | SK Lierse | Albertparkstadion, Oostende Toeschouwers: 1.350 Arbiter: Laurent Colemonts |            |
|                       | 0-0            |           | Albertparkstadion, Oostende Toeschouwers: 1.350 Arbiter: Laurent Colemonts |            |

### 1/4de finale
| Datum/tijd             | Thuis | Uitslag     | Uit                                                                 | Informatie |
| ---------------------- | ----- | ----------- | ------------------------------------------------------------------- | ---------- |
| 18 december 2013 20:00 |       |             |                                                                     |            |
| KRC Genk               | 0-0   | KV Oostende | Cristal Arena, Genk Toeschouwers: 7.742 Arbiter: Joeri Van de Velde |            |
|                        | 0-0   |             | Cristal Arena, Genk Toeschouwers: 7.742 Arbiter: Joeri Van de Velde |            |

| Datum/tijd            | Thuis      | Uitslag  | Uit                                                                           | Informatie |
| --------------------- | ---------- | -------- | ----------------------------------------------------------------------------- | ---------- |
| 15 januari 2014 20:45 |            |          |                                                                               |            |
| KV Oostende           | 1-0 (n.v.) | KRC Genk | Albertparkstadion, Oostende Toeschouwers: 3.106 Arbiter: Sébastien Delferière |            |
| 97' Siani             | 0-0        |          | Albertparkstadion, Oostende Toeschouwers: 3.106 Arbiter: Sébastien Delferière |            |

### 1/2de finale
| Datum/tijd            | Thuis | Uitslag      | Uit                                                                    | Informatie |
| --------------------- | ----- | ------------ | ---------------------------------------------------------------------- | ---------- |
| 28 januari 2014 20:45 |       |              |                                                                        |            |
| KSC Lokeren           | 1-1   | KV Oostende  | Daknamstadion, Lokeren Toeschouwers: 3.530 Arbiter: Jérôme Efong Nzolo |            |
| 64' Harbaoui          | 0-1   | 18' Mushekwi | Daknamstadion, Lokeren Toeschouwers: 3.530 Arbiter: Jérôme Efong Nzolo |            |

| Datum/tijd            | Thuis          | Uitslag     | Uit                                                                    | Informatie |
| --------------------- | -------------- | ----------- | ---------------------------------------------------------------------- | ---------- |
| 5 februari 2014 20:45 |                |             |                                                                        |            |
| KV Oostende           | 1-1 (8-9 n.p.) | KSC Lokeren | Albertparkstadion, Oostende Toeschouwers: 6.447 Arbiter: Johan Verbist |            |
| 23' Depoitre          | 1-1            | 2' Harbaoui | Albertparkstadion, Oostende Toeschouwers: 6.447 Arbiter: Johan Verbist |            |

1993/94 · 1994/95 · 2010/11 · 2011/12 · 2012/13 · 2013/14 · 2014/15